# Эффект Марса
Эффект Марса — гипотеза о предполагаемой зависимости спортивных достижений человека от положения планеты Марс в момент его рождения. Гипотеза была выдвинута в 1950-х годах французским психологом и статистиком Мишелем Гокленом и была подвергнута многочисленным проверкам как со стороны самого Гоклена и его супруги Франсуазы (также психолога), так и других исследователей.
Астрологи зачастую ссылаются на эти исследования как на научное доказательство работоспособности астрологии. В то же время научное сообщество не признаёт существование «эффекта Марса». Было обнаружено, что положительные результаты исследований напрямую следовали из ошибок и подтасовок при формировании баз данных для экспериментальных проверок. Статистическая значимость этих результатов также отвергается.

## Исследования Гоклена

Эффект Марса

Мишель Гоклен, с детских лет интересовавшийся астрологией, большинство своих трудов посвятил критическому анализу основных положений астрологии. Совместно со своей женой Франсуазой он изучал различные корреляции между положением небесных тел и судьбами людей. Его многолетние статистические исследования привели к выводу об ошибочности многих астрологических традиций. Однако при изучении зависимости профессиональных достижений человека от положения планет в момент его рождения в 1950-х годах он начал получать и некоторые положительные результаты. Гоклен обнаружил, что врачи имеют тенденцию рождаться сразу же после восхода или кульминации планет Марс и Сатурн, похожие корреляции наблюдались между учёными и Сатурном, военачальниками и Юпитером. Наиболее известна вызвавшая многочисленные дебаты найденная взаимосвязь между спортсменами-чемпионами и Марсом — так называемый «эффект Марса».
Справа изображена радиальная диаграмма, построенная на данных Гоклена, показывающая соответствие между количеством спортсменов и позицией Марса в момент их рождения. Фазы Марса в порядке следования по часовой стрелке представлены 12 секторами — 6 над горизонтом и 6 под ним. (В своих первых работах Гоклен использовал систему из 18 секторов, однако позже предпочел деление на 12 секторов.)
Положения на 9 и 0 часов диаграммы означают соответственно момент восхода и кульминации Марса и являются началом одного из двух «ключевых секторов» — 1-го и 4-го. Деление эклиптики на 12 секторов во многом совпадает с популярной астрологической традицией — системой домов гороскопа Плацидуса, хотя и отличается противоположной нумерацией.
Расстояние до центра диаграммы и угол по отношению к горизонтали отражают усреднённое количество родившихся людей и конкретный момент фазы Марса. Ломаная линия представляет данные Гоклена о выдающихся спортсменах. Похожая на эллипс замкнутая линия представляет ожидаемые значения для обычных людей с поправкой на видимое с разных широт Земли разное изменение фаз Марса и на обнаруженную тенденцию рождения людей ближе к восходу Солнца.
«Эффект Марса» — статистическая гипотеза Гоклена — заключается в том, что выдающиеся спортсмены чаще, чем обычные люди, рождаются в момент, когда Марс находится в одном из двух «ключевых секторов», то есть в течение некоторого времени после восхода или кульминации Марса. Эта гипотеза, как и другие гипотезы Гоклена о связи положений планет и судеб людей, весьма отлична от реально наблюдающегося феномена неравномерного распределения дат рождения выдающихся спортсменов между временами года. Восход Марса может происходить в любое время суток, независимо от сезона.
Эта гипотеза была впервые опубликована в 1955 году в книге М. Гоклена «Влияние звёзд» (L’influence des astres), где среди 6000 выдающихся людей были проанализированы и данные о моментах рождения 567 спортсменов (плюс одна ошибка). В 1960 году была опубликована книга Гоклена «Люди и звёзды» (Les hommes et les astres), где было подтверждено наблюдение «эффекта Марса» на материале дополнительных 915 чемпионов. Ещё 717 были названы «менее известными» и входили в контрольную группу без указания их имён и данных. Последующие данные были добавлены в период проведения теста «Комитета Пара», когда с помощью Гоклена к 1968 году были обнаружены данные о новых 330 спортсменах. В 1970 году Гоклен добавил ещё 276 имён (среди которых оказалось 113 авиаторов и 76 регбистов), в итоге получив базу данных о 2088 «известных» чемпионах. Гоклен несколько раз утверждал (и некоторые исследователи вслед за ним), что из 2088 спортсменов первоначально были найдены 1533, затем во время теста Комитета Пара были добавлены ещё 533 совершенно новых имён.

## Комитет Пара
В 1956 году Гоклен предложил проверить свою гипотезу бельгийскому Комитету Пара (фр. Comité Para, Comité Belge pour l'Investigation Scientifique des Phénomènes Réputés Paranormaux) — группе учёных, занимавшейся проверкой заявлений о паранормальных явлениях. Лишь в 1962 году член комитета Жан Дат (фр. Jean Dath) подтвердил корректность применяемых Гокленом статистических методов и предложил воспроизвести эксперимент, используя данные о бельгийских спортсменах. К тому времени Гоклен опубликовал свою новую книгу «Les Hommes et Les Astres» («Люди и звёзды», 1960), содержавшую дополнительные данные.
В 1967 году Комитет Пара проверял эффект Марса и воспроизвёл его. Для исследования были отобраны 205 спортсменов из выборки Гоклена 1955 года (567 спортсменов) и 330 новых. «Число Марса» (процент спортсменов) оказалось равным 22,2 %, однако Комитет поставил под сомнение данный результат, предположив неверным рассчитанное Гокленом математическое ожидание (около 17 %) и посчитав полученный результат артефактом, возникшим вследствие неучтённых «демографических ошибок» — неравномерного распределения дат рождения спортсменов в исследованный период (1872—1945) и неравномерного распределения моментов рождения по 24-часовому интервалу. В процессе возникших дебатов Гоклен настаивал на том, что эксперимент подтвердил его гипотезу, что отвергалось Комитетом Пара. Внутренний анализ самого Комитета не подтверждал высказанных сомнений, и один из членов, Люк де Марре (фр. Luc de Marré), в знак протеста вышел из его состава. Комитет решил задержать публикацию отчёта о своих исследованиях до 1976 года.
В 1983 году члены американского комитета CSICOP Абелл, Куртц и Зелен опубликовали пересмотр теста Комитета Пара, в котором отвергалось наличие «демографических ошибок» в расчётах Гоклена и признавался его адекватный учёт демографических и астрономических факторов.
В своих материалах CSICOP неоднократно рассматривал результаты бельгийского теста Пара. Выяснилось, что Гоклен принимал активное участие в подборке данных о спортсменах, при этом принцип формирования исходной выборки не совсем ясен. Например, по данным Эртеля, данные на 330 «новых» спортсменов уже имелись у Гоклена в 1967 году, то есть новая выборка формировалась с учётом его предпочтений. Из 119 бельгийских футболистов, данные на которых имелись у Гоклена, было отобрано 43, которые выступали за Бельгию более 20 раз. Если информация Эртеля о том, на каких спортсменов у Гоклена имелись данные в 1962 году, верна, то это означает, что Гоклен уже до принятия решения о выборке 43 из 119 знал, в каком секторе Марса родились эти спортсмены. Дело в том, что у 43 выбранных среднее число Марса составляет 21 процент, у 76 оставшихся за рамками выборки — 12. Члены CSICOP посчитали, что нет достаточных оснований признать статистически достоверными результаты теста Пара на основе такой выборки, относительно которой существуют сомнения в корректности процесса отбора данных.

## Тест Зелена
Марвин Зелен, профессор статистики при университете штата Нью-Йорк, в 1976 году предложил Гоклену выбрать наугад 100—200 спортсменов из его общей выборки и сравнить их число Марса с аналогичным числом для людей, родившихся примерно в то же время и в том же месте.
Гоклен собрал данные на 16576 рядовых людей, родившихся примерно в то же время и в том же месте, что и 303 спортсмена-чемпиона из его выборки. Для рядовых людей результат теста Зелена составил 17 % (практически равно ожидаемому 16,96 % с учетом границ доверительного интервала в 0,5 %), для спортсменов — 22 %. После проведения теста Зелен, Абель и Курц отметили, что Гоклен не выбирал спортсменов наугад: все рядовые парижане, попавшие в выборку из 16 576, проживали всего в одном из 20 парижских округов, а в выборку из 303 попали все спортсмены из Парижа, которые были в исходной выборке в 2088 спортсменов (общим числом 42). В итоге матожидание 16,96 %, что для 303 спортсменов дает 51,4, превратилось в 66, при этом из 15 «лишних» спортсменов более половины были родом из Парижа. Иными словами, итоги теста дают основание объяснить результаты теста тем, каким именно образом Гоклен формировал свою выборку для теста Зелена.
Часть критиков указала на то, что подобное разбиение выборки по произвольному принципу недопустимо. На самом деле в случае, если с помощью определенной процедуры можно нарушить репрезентативность выборки, то вопрос о причинах таких отклонений по меньшей мере заслуживает более пристального внимания.
Активное внимание тесту уделил астроном Деннис Роулинс, который указал, что результаты Гоклена верны — проблема в том, каким образом он формировал свою выборку спортсменов. В таких условиях тест, который должен исключить влияние астрономического и демографического факторов, превращается в очередное подтверждение результатов Гоклена.

## Американский тест CSICOP
Поскольку результаты практически всех предыдущих тестов основывались на данных, собранных самим Гокленом, было заявлено о необходимости провести новый тест, который бы основывался на результатах новой выборки. Эксперимент был слепым — данные для него выбирались наугад двумя студентами из пяти спортивных справочников, после чего Роулинс вычислял для спортсменов сектора Марса.
Американские исследователи исходили из предположения, что указанные 5 справочников — наиболее верный путь сформировать оптимальную выборку, поскольку в них публикуются результаты только для людей первого эшелона, связанных со спортом (из миллионов тех, кто занимается в Америке спортом, в данных справочниках содержится информация лишь о нескольких тысячах), при этом для составителей справочников исключалась всякая возможность знакомства с гипотезой Гоклена. После вычеркивания спортсменов, родившихся не в США, тренеров, судей, репортеров, менеджеров и т. д. был получен исходный массив в 2419 спортсменов.
Ввиду недавно принятого в США Закона о защите информации для многих спортсменов не была указана дата рождения, в связи с чем американские исследователи запросили информацию о времени рождения всех спортсменов из данного массива. Итоговая выборка составила 408 спортсменов. Результат был отрицательным (число Марса составило 13,5 %). По итогам теста Зелен, Абель и Курц сделали вывод: доказательств эффекта Марса не получено (отчет 1979 года). В отчете подчеркнуто, что:
- сборщики данных о спортсменах не имели никакой информации о том, какие сектора Марса соответствуют выбранным спортсменам;
- были затребованы даты рождения для всех спортсменов из первоначального массива и опубликованы все данные из штатов, в которых не действовал Закон о защите конфиденциальной информации;
- из спортсменов, для которых имелись такие данные, ни один не был вычеркнут из итоговой выборки.

Гоклен тут же поставил результаты теста под сомнение — на том основании, что многие попавшие в итоговую выборку спортсмены «недостаточно знамениты». В частности, он заявил, что из справочника «Кто есть кто в футболе» выбрано слишком много спортсменов, чтобы все они могли представлять элиту спорта, и сказал, что необходимо было сделать пометки в самих справочниках, после чего кто-нибудь отобрал бы «самых знаменитых» и «известных на международном уровне».
Впрочем, назвать выбранных спортсменов «недостаточно знаменитыми» достаточно сложно: очень многие из них до сих пор часто упоминаются на страницах спортивной прессы США. Гоклен, задним числом, выбрал из 408 спортсменов 192, указав на упоминания в других источниках, что подтвердило его гипотезу. Впрочем, данная выборка производилась уже после того, как данные о секторах Марса стали известны.

## Французский тест CFEPP
Предложение провести еще одно совместное исследование поступило Гоклену от независимой группы французских исследователей. После того, как Гоклен выразил своё согласие, в 1982 году в журнале «Science & Vie» был опубликован протокол нового исследования, который должен был учесть все возможные аспекты (от формирования критериев отбора до сравнения результатов с результатами контрольной группы) и исключить любое возможное знание Гокленом позиций Марса при подготовке к тесту.
В первоначальной процедуре формирования выборки спортсменов (1439, после поправок — 1120) Гоклен участия не принимал. Чрезвычайно сложной оказалась процедура формирования контрольной группы (исследователям требовалось разослать 24 тысячи писем только в Париж и намного больше в другие районы), в итоге контрольная группа была создана за счет перемешивания данных уже имеющихся людей. Гоклен против этого не возражал (тем более что подобная процедура использовалась в тесте Пара); также ему позволялось беспрепятственно делать замечания по поводу критериев отбора и получаемых данных, а протокол особо отмечал, что замечания Гоклена следует принимать во внимание (замечания были тщательно проанализированы и опубликованы комитетом CFEPP).
Итоговый результат: из 1120 спортсменов-чемпионов 207 (18,48 %) родились под 1-м и 4-м секторами Марса, что мало отличалось от результатов контрольной группы (18,2 %). Иными словами, новый французский тест подтверждения «Эффекту Марса» не нашел.
Вышеупомянутые предложения Гоклена заключались в тех или иных модификациях выборки спортсменов; скажем, он предлагал вычеркнуть некоторых из списка на том основании, что они «недостаточно знамениты», после чего добавить других. Для исследователей эти поправки выглядели крайне предвзято. Гоклен предлагал добавить спортсменов, по которым французские исследователи не могли найти никаких данных, обращал внимание на отдельных спортсменов или целые коллективы, которые выпали из рассмотрения или напротив, попали в выборку зря, но все эти поправки сдвигали результат в нужном Гоклену направлении. Например, он всегда был готов посоветовать исправить что-то в выборке так, чтобы число Марса увеличилось, но был против поправок, которые уменьшали число Марса. Из общего числа тех поправок, что не сказывались на числе Марса, он обратил внимание только на 16 %. Это позволило членам CFEPP сделать вывод о «в какой-то степени предвзятом отношении Гоклена к процессу отбора данных».
Тщательное изучение результатов теста CFEPP в 1996 году позволило выявить отдельные недочеты и неясности, но на результатах не сказалось. Итог можно сформулировать в следующем виде: «Весь смысл данного теста, который потребовал немало времени и сил, заключался в том, чтобы выяснить — что останется от эффекта Марса, если провести исследование с нуля без помощи Гоклена. Ответ: ничего».

## Исследования Эртеля и Мюллера
Эртель предложил независимое подтверждение «Эффекту Марса». Оно основывается на анализе Гокленом результатов американского теста CSICOP «задним числом», в котором Гоклен заявлял, что у «чемпионов, известных во всем мире» процент рождения в 1 и 4 секторах Марса выше, чем у «просто знаменитых» чемпионов. Следует отметить, что критерии самого Гоклена варьировались от одной к публикации к другой, а иногда и внутри самих публикаций. Скажем, где-то он считал, что достаточным критерием для включения в выборку должно быть награждение на Олимпийских играх золотом, а где-то — что достаточно серебра и бронзы.
По словам Эртеля, решить этот вопрос было просто — достаточно посчитать упоминаемость спортсмена в различных источниках. После того, как Эртель собрал данные из 18 справочников (по большей части европейских), он заявил, что нашел связь с «эффектом Марса»: если «эффект Марса» заключается в том, что среди высококвалифицированных спортсменов многие родились в ключевых секторах Марса, то «эффект известности» заключается в том, что чем больше в группе подобных спортсменов, тем больше среднее «число Марса» для всей группы. Хотя присваивание спортсменам статуса известности на основе не спортивных достижений, а упоминаемости является априори необоснованным, в 1988 году Эртель отказался от подбора спортсменов по их достижениям — возможно, из-за того, что данный принцип давал неудовлетворительные результаты.
Хотя, по словам Эртеля, различные выборки из американского и французского тестов подтверждают данную теорию, следует отметить: вывод Эртеля о том, что французский тест якобы подтверждает гипотезу Гоклена, основан на анализе большого количества необработанных и частично исправленных данных; при этом справочники американского теста, легко доступные через МБА, Эртель и вовсе не рассматривал. Также он не рассматривал французские справочники, которые использовались в исследованиях Гоклена и французских исследователей. Более того, в последующих исследованиях Эртель манипулирует справочниками, добавляя и удаляя их по своему вкусу, что не подобает исследователю, который хочет быть объективным, В общем и целом, исследование Эртеля основывается не на всех доступных ему справочниках, что может быть объяснено его предвзятым отношением к формированию выборки.
Согласно исследованию Эртеля 1988 года, между упоминаемостью спортсмена из выборки Гоклена в 18 различных источниках и вероятностью рождения в 1-м или 4-м секторах Марса существует зависимость, которую можно в какой-то степени назвать линейной. Но в 1992 году Коппешар отметил, что по всей выборке спортсменов Гоклена «эффект Марса» не обнаруживается. Это подтверждают и исследователи из комитета CFEPP: в базе данных Эртеля, по которой подсчитывался эффект, упомянуты 933 из 1066 спортсменов по выборке CFEPP, и для многих из них упоминаемость не соответствует имеющейся в реальном справочнике. Таблица с учетом внесенных поправок и секторов Марса, рассчитанных CFEPP, выглядит так:
| Упомянуты (раз)      | 0    | 1    | 2    | 3    | 4  | 5  | 6 | 7 | 4 и более |
| -------------------- | ---- | ---- | ---- | ---- | -- | -- | - | - | --------- |
| Спортсменов в группе | 130  | 385  | 270  | 95   | 30 | 17 | 5 | 1 | 53        |
| В ключевом секторе   | 28   | 62   | 52   | 23   | 6  | 5  | 1 | 0 | 12        |
| Число Марса          | 21,5 | 16,1 | 19,3 | 24,2 | —  | —  | — | — | 22,6      |

Отсюда видно, что указанной зависимости не прослеживается. Тем не менее у часто упоминаемых спортсменов число Марса несколько выше, что заслуживает рассмотрения; при этом необходимо исключить возможность того, что какие-то спортсмены в выборку не попали (относительно этого существовали обоснованные сомнения, если учесть, что в своё время Гоклен выбросил из выборки американского теста 216 спортсменов).
Определенным вкладом Эртеля в обсуждение проблемы можно считать то, что в 1986 году он получил данные Гоклена на спортсменов, которые до сих пор не попадали ни в какие выборки (Гоклен вел сбор данных постоянно): скажем, было известно, что Гоклен обнародовал данные о 2889 спортсменах, а в 1960 и 1979 году в выборках фигурировали еще 1149 спортсменов. Но странно то, что, во-первых, Эртель обнаружил 347 спортсменов, которые не фигурировали ни в обнародованных Гокленом данных, ни в его выборках, а во-вторых, число Марса для этих спортсменов значительно ниже ожидаемого.
В итоге Эртель признал те выводы американского и французского тестов, в которых говорится о предвзятом отношении Гоклена к формированию выборки. Выдержка из отчета:

Гоклен периодически упоминал, что исключал малоизвестных спортсменов из выборки, что в принципе не нарушает никаких правил, если при этом для данных спортсменов неизвестны сектора Марса. Впрочем, есть основания считать, что в ряде случаев при формировании выборки данные сектора были Гоклену известны. После анализа данных, которые доселе не были обнародованы, выяснилось, что Гоклен зачастую не исключал из числа „известных спортсменов“ тех малоизвестных спортсменов, которые родились под ключевыми секторами Марса… Это позволяет утверждать, что Гоклен, в той или иной степени, знал, под каким сектором Марса родился тот или иной спортсмен.

В архивах Гоклена Эртель обнаружил данные на 1503 спортсмена-чемпиона, данные о времени рождения которых Гоклен затребовал, но не обнародовал. Среднее число Марса для них составляет 14,77 %, в то время как для 2888 обнародованных спортсменов-чемпионов оно равно 21,75 %. Обнаружить подобное означало, по сути, что все данные Гоклена не имеют никакой научной ценности; впрочем, Эртель этого делать не стал, сославшись на то, что предвзятость проявлялась только в том, по какому критерию «спортивных достижений» Гоклен отбирал спортсменов. Вместо этого Эртель предложил свой критерий отбора, упомянутый выше (упоминаемость).

## Объяснение эффекта
«Эффект Марса» напрямую зависит от вращения Земли вокруг своей оси, поэтому результаты исследований прежде всего зависели от точности данных о моментах рождения людей. Одним из объяснений появлению «эффекта Марса» и других «эффектов» может быть неточность этих данных. Поскольку существование феномена предполагалось только у выдающихся людей, критерий их выбора также важен для объяснения итогов исследований Гоклена.
Впоследствии было показано, что при анализе Гоклен допускал систематическую ошибку, отбирая тех из выдающихся людей, чьи данные подтверждали его гипотезу. В тех случаях, когда можно было манипулировать данными исходя из неясности «критерия успеха» и неточностях в дате, месте и моменте рождения людей, Гоклен включал в итоговые отчёты имевших нужный «эффект», и исключал остальных.

### Уровень значимости эффекта в случайной выборке
«Эффект» какой-либо планеты может быть найден в любой случайной выборке, не прибегая к манипуляциям с исходными данными.
В 2010 году было обнаружено, что Гоклен, изучая связь между судьбами людей и положениями планет в момент их рождения, не делал поправку на множественные сравнения. В астрологии, как правило, рассматривается 10 небесных светил, каждое из которых может находиться в одном из 12 «секторов». Существует 132 комбинации пар секторов, а значит 1320 разных комбинаций небесного тела и двух секторов. Если взять случайную выборку того же размера, что и выборка Гоклена, с вероятностью примерно 25 % будет найдена хотя бы одна комбинация небесного светила и пары секторов, для которой будет наблюдаться эффект не меньший, чем эффект Марса. Таким образом, «эффект Марса» не проходит даже умеренный порог статистической значимости в 0,05 и может представлять собой статистическую ошибку первого рода. Такое утверждение делается в статье «Эффект Марса-Сатурна», опубликованной в журнале Skeptic Magazine. Эти поправки на множественные сравнения не были учтены ни в многочисленных трудах самого Гоклена, ни в работах других исследователей, изучавших уровень значимости при проверке статистических гипотез о связи положений планет и судеб людей.
Считается, что планета Марс традиционно ассоциируется со спортом, поэтому более других планет подходит для данного эффекта. Однако это утверждение противоречит астрологическим представлениям о том, что найденные Гокленом «ключевые секторы» традиционно связаны с отсутствием влияния планеты. Кроме того, выдающиеся спортсмены отличаются от рядовых людей более крепким здоровьем, знаменитостью, богатством, успешностью, упорством, целеустремлённостью и иными качествами, многие из которых астрологи ассоциируют с другими планетами.